# PGC 1552
LEDA/PGC 1552 ist eine Spiralgalaxie vom Hubble-Typ Sc im Sternbild Andromeda am Nordsternhimmel. Sie ist rund 216 Millionen Lichtjahre von der Milchstraße entfernt. Gemeinsam mit fünf weiteren Galaxien bildet sie die NGC 108-Gruppe oder LGG 5.

## NGC 108-Gruppe (LGG 5)
| Galaxie  | Alternativname | Entfernung/Mio. Lj |
| -------- | -------------- | ------------------ |
| NGC 97   | PGC 1442       | 220                |
| NGC 108  | PGC 1619       | 219                |
| PGC 1544 | CGCG 500-015   | 220                |
| PGC 1552 | UGC 234        | 216                |
| PGC 1578 | MCG 05-02-011  | 224                |
| PGC 1913 | UGC 310        | 215                |